# Nanarchie
Nanarchie (v anglickém originále Nanarchy) je osmá epizoda sedmé série (a celkově čtyřicátá čtvrtá v rámci seriálu) britského kultovního sci-fi seriálu / sitcomu Červený trpaslík.
Scénář napsali James Hendrie, Paul Alexander a Doug Naylor, režie Ed Bye. Ve Spojeném království byla poprvé epizoda odvysílána na kanále BBC2 7. března 1997.

## Námět
Poté, co Dave Lister přišel v minulém dílu („Epidém“) o ruku, nemůže se s tím stále srovnat. Kryton jej servilně obsluhuje, což se nelíbí Kochanské, která by ráda viděla Davida samostatnějšího. Dostane nápad, jak mu vrátit ruku. Postarat by se o to mohli Krytonovi mikroskopičtí roboti - nanoboti. Problém je v tom, že Kryton už je nemá, zmizeli pryč. Bude potřeba je najít.

## Děj epizody
David Lister hraje společně s Krytonem na kytaru. Ačkoli se mu snaží android zvednout náladu, nedaří se mu to, Lister je po amputaci ruky stále ve špatném rozpoložení. Je pasívní a nechá se Krytonem obsluhovat. Kristina Kochanská apeluje na Krytona, aby se mu tolik nepodbízel, protože mu tak znemožňuje docílit samostatnosti. Navrhne mu, aby Davidovi vyrobil umělou ruku.
Když se robot konečně vyváže z utírací pohotovosti, sestrojí umělou končetinu a společně s Listerem ji testují. První výsledky nejsou moc povzbudivé a tak Kryton trochu upraví citlivost. Podvědomé reakce Listera zapříčiní, že ruka několikrát nečekaně udeří Krytona do obličeje. Raději další pokusy vzdají.
Kocour navrhne použít některé Krytonovi součástky, ten oponuje, že jsou pro Listera příliš těžké. Nápadu se chytne Kochanská a navrhne využít androidův samoopravovací systém řízený nanoboty - mikroskopickými roboty. To není vůbec špatná myšlenka až na to, že Kryton nanoboty už nějakou dobu postrádá. Naposledy je měl, když se posádka střetla s olihní beznaděje (epizoda „Návrat do reality“). Lister posílený nadějí zmobilizuje Krytona, aby nastavil kurs směrem ke kosmické lodi Esperanto.
Počítač je probudí ze stáze dříve, než bylo naplánováno. Před nimi je planetka, o níž přístroje tvrdí, že je to těžařská loď Červený trpaslík. Po přistání na planetce objeví několik předmětů z Trpaslíka. Nanoboti přeměnili kosmickou loď na písečnou planetku.
Mezi posbíranými věcmi jsou i hodinky s Hollym - počítačem s někdejším IQ 6000, které však již pozbyl, jak demonstruje několika hloupými otázkami. Lister ironicky poznamená:
„To je k nevíře. Opuštěnej na planetě za zuřící bouře, tlející v zemi stovky let a neztratil vůbec nic.“
Holly však neztratil celou svou inteligenci, neboť přijde na to, že nanoboti by mohli být na palubě Kosmiku a proto je skenery nemohly zachytit, jsou nastavené na pročesávání pouze venkovního prostoru. Ukáže se, že je to pravda, nanoboti jsou nalezeni v koši s Listerovým špinavým prádlem. Kryton jim přikáže, aby obnovili ohromnou těžařskou loď a také Listerovu ruku.
Po aplikaci mikroskopických robotů se Kryton, Kocour a Kochanská přichází podívat do ošetřovny na výsledek. Listera zatím drží kovová konstrukce, takže se nemůže přesvědčit. Nanoboti mu sice vyrobili novou ruku, ale zároveň z něj udělali nadopovaného kulturistu. Lister se konečně může podívat na své tělo a místností se rozlehne jeho řev.
Když Kocour pilotuje Kosmika směrem k obnovenému Červenému trpaslíkovi, chválí nanoboty, jací jsou machři. Když se více přiblíží, zjistí, že něco není v pořádku. Červená těžařská loď je mnohem větší než dříve a Kosmik s posádkou je v porovnání se zrekonstruovaným Kosmikem uvnitř hangáru miniaturní.
POKRAČOVÁNÍ PŘÍŠTĚ...

## Kulturní odkazy
- Kristina Kochanská zmíní viceadmirála Horatia Nelsona, sochu Venuše Mélské, film USA z r. 1939 Jih proti Severu a film USA z r. 1968 Funny Girl.
- Kocour zmíní nizozemského malíře Vincenta van Gogha.

## Produkce
Závěrečný díl sedmé série „Nanarchie“ se potýkal s problémy. James Hendrie nebyl k dispozici, aby svůj scénář upravil a tak byl o korekce požádán Paul Alexander předtím, než Doug Naylor učinil závěrečné doladění. Je to jediná epizoda seriálu, na jejímž napsání se podíleli tři scenáristé.
Poprvé od epizody „Paralelní vesmír“ se zde objevuje herec Norman Lovett v roli lodního počítače Hollyho. Roli počítače Červeného trpaslíka mezitím hrála Hattie Hayridgeová, naposledy v posledním dílu páté série „Návrat do reality“.